# Inn-Museum

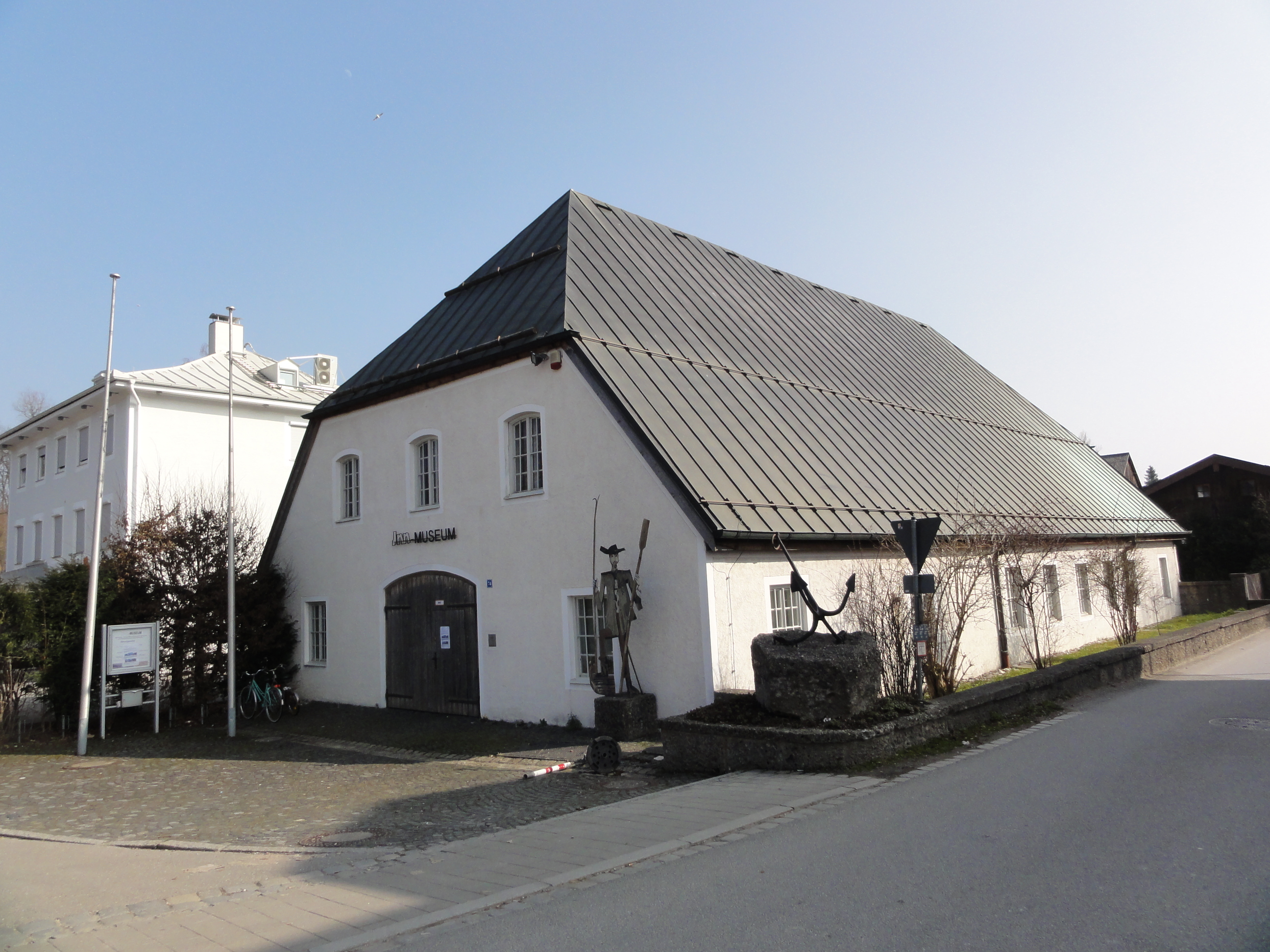
Museumsgebäude (Außenansicht 2014)

Das Inn-Museum ist die wasserbau- und schifffahrtstechnische Sammlung des Wasserwirtschaftsamtes in Rosenheim.

## Lage und Umgebung
Das Museum ist an der Innbrücke in Rosenheim, in dem aus dem 17. Jahrhundert stammenden historischen Bruckbaustadel, untergebracht. Das Museumsgebäude steht seit vielen Jahren unter Denkmalschutz.

## Geschichte des Flussbaustadels
Auf einer Bayern-Landkarte des Philipp Apian aus dem Jahr 1560 ist an dieser Stelle ein Gebäude eingezeichnet. Die erste Erwähnung des „Churfürstlichen Bruckbaustadels“ datiert aus dem Jahr 1662.
Von 1938 bis 1982 wurde das Gebäude nicht mehr für den Straßenbau genutzt, sondern für den Wasser- und Flussbau; seither wurde das Gebäude „Flußmeister- oder Flußbaustadel“ genannt. Der Umbau zum Museumsgebäude begann 1984, die Eröffnung durch Staatsminister Franz Neubauer erfolgte am 21. April 1986. Das Gebäude beherbergt die 1949 von Hauptflussmeister Franz Thaler begründete „Wasserbau- und Schifffahrtstechnische Sammlung“.

## Museum
Das Museum bietet einen Rundgang durch die vielen Stationen des Inns, darunter die Geschichte, die Bodenschätze und Funde aus dem Inn sowie Abbildungen typischer Bauwerke entlang des Flusses. Weiter sind verschiedene Wasserbauweisen dargestellt, unter anderem die Arbeiten von Carl Friedrich von Wiebeking. Auch mit Handwerksberufen, vor allem mit dem Beruf des Schiffbauers (auch „Schopper“ genannt), befasst sich das Museum. In einem eigenen „Schopperstadl“ wird die genaue Vorgehensweise beim Bau eines Schiffes mit den benötigten Materialien und Werkzeugen beschrieben.
Ein Raum beherbergt ein komplettes Schiff, eine originale Plätte, welche in einem Schiffzug als so genanntes „Kuchelschiff“ diente. Verschiedene Details über die Beförderung der Waren auf dem Inn und die spätere Dampfschifffahrt auf dem Inn werden mittels Modellen und historischen Aufnahmen erklärt.
Nach Erläuterungen zur früheren Flößerei werden alte Legenden um Schifffahrer und deren Schutzheilige erzählt und anhand von originalen Votivtafeln veranschaulicht. Das Museum ist von Anfang April bis Ende Oktober geöffnet.